# Павкова, Матрёна Филатовна
Матрёна Филатовна Павкова (1880—1958) — русская советская исполнительница плачей и причитаний.

## Биография
Матрёна Павкова родилась в 1880 году в деревне Мелентьево (ныне территория Авдеевского сельского поселения Пудожского района Карелии). Родители были бедными крестьянами. В семье было пятеро детей, включая Матрёну. С 8 лет работала у богатых по найму: мыла, шила, ткала, нянчила детей. Немного повзрослев, стала гонять скот в деревню Песчаное.
В возрасте 18 лет вышла замуж. Жизнь в новой семье была тяжёлой. По словам Матрёны Филатовны, «свекор был такой строгий: все люди боялись». Через три с половиной года муж был призван на русско-японскую войну. Матрёна Филатовна осталась с малолетними детьми, но свекор заставлял её работать. Она пахала, ходила на лесозаготовку.
Через два года вернулся муж. Война подорвала его здоровье, он стал много болеть. Одному из сыновей Матрёны Филатовны свекровь в младенчестве сломала позвоночник, сделав инвалидом (он умер, прожив ещё 10 лет). Трое детей умерли от оспы.
Матрёна Филатовна с мужем переехала из дома свёкра, но спустя 18 месяцев муж умер. Матрёна Павкова стала работать на лесозаготовке, а также по найму у богатых. По ночам шила и вязала.
После Октябрьской революции Матрёна Павкова занималась общественной деятельностью. Немного обучилась грамоте. Долгое время руководила женотделом сельсовета. Ездила в Пудож делегаткой на женскую конференцию. Единственный оставшийся в живых сын выучился на агронома, стал работать в МТС. К 1930-м годам Матрёна Павкова жила вместе с сыном, невесткой и двумя внуками.
Матрёна Павкова умерла в 1958 году.

## Творчество
Из-за своей тяжёлой жизни Матрёна Филатовна много плакала. Вскоре она стала складывать собственные причитания. Так появились её произведения «У меня горюшка — три морюшка» (плач по сыну), «Как я жить буду, победная, во вдовиноем прозваньице» (плач по мужу). В «Плаче по своей жизни» она описывала тяготы принудительной работы и зверское обращение со стороны родителей мужа.
Матрёне Филатовне, испытавшей все тяготы принудительного замужества, особенно удавались свадебные причитания. В «Причитании невесты в первый день сватовства» она сравнивает счастливое девичество с ровной, красивой улицей, богато устроенной площадью, цветущим садом и тому подобным. Также записаны её сочинения «невеста рассказывает „сон“ утром в день свадьбы», «причитание невесты при встрече жениха в день свадьбы», «причёт при расставании с подружкой». Эти и им подобные причитания Матрёна Филатовна периодически исполняла на свадьбах.
С приходом советской власти Матрёна Павкова стала сочинять плачи на новые темы. Под впечатлением от смерти В. И. Ленина она сочинила о нём «сказ». Это произведение, получившее название «Прошёл плач по белу свету», было записано от Матрёны Филатовны в 1937 году. Плач о Ленине заканчивается прославлением Сталина.
Невестка Матрёны Филатовны, Фёкла Петровна Павкова, также знала множество песен и причетей.
Автобиографию М. Ф. Павковой записал в 1939 году фольклорист К. В. Чистов.